# Вриштавци
Вриштавци (лат. Anhimidae) породица су птица из реда пловуша (Anseriformes). Због облика кљуна, који је сличан кљуну птица из реда кока (Galliformes), дуго се веровало, да је породица вриштавци најсроднија реду кока (Galliformes), али је на основу анализа ДНК закључено да су ближе породици пловке (Anatidae) из реда пловуша, и свраколикој гусци (Anseranas semipalmata) јединој живућој врсти из породице Anseranatidae, такође из реда пловуша, која је и најближи сродник породици вриштавци. У породици вриштавци постоје два рода и три врсте, рогати вриштавац (Anhima cornuta), јужни вриштавац или јужни крештавац (Chauna torquata) и северни вриштавац (Chauna chavaria).

## Опис
Вриштавци су велике и гломазне птице. Главе су им мале и паперјасте, а ноге дуге и дебеле, пловне кожице су им веома мале (прсте повезују само у корену). Имају по једну велику „канџу” на оба крила, које користе у борбама за женке и у територијалним споровима. Њих могу забости у груди противника у току борбе, при чему се оне могу откинути, а у том случају им израстају нове. За разлику од патака могу летети и у време митарења. Карактеристичне су и по томе што мужјаци немају пенис. Живе на отвореном простору и у мочварама, где се хране воденим биљем, семењем и лишћем. Јужни вриштавац, сматра се штеточином, јер напада усеве и представља конкуренцију живини.

## Гнежђење
Полажу од 2 до 7 јаја, а најчешће од 4 до 5. Птићи су у стању да трче чим се излегу. Родитељи птиће, да би избегли грабљивце, обично одгајају у води или у близини воде, јер птићи боље пливају него што трче. Као и пачићи, птићи вриштаваца рано стичу способност препознавања мајке. Због ове особине, а и због чињенице да нису избирљиви по питању хране, погодни су за доместификацију. Одлични су чувари, јер се гласно оглашавају када примете било шта ново и потенцијално претеће.

## Распрострањеност
Све три врсте насељавају искључиво Јужну Америку, од Колумбије на северу до северне Аргентине на југу.

## Угроженост
Јужни вриштавац и рогати вриштавац имају велике популације и насељавају велику површину. За разлику од њих северни вриштавац је релативно редак и сматра се за скоро угрожену врсту. Све три врсте су ретко ловљене, упркос својој упадљивости, због тога што њихово месо има сунђерасту текстуру и прошарано је ваздушним џеповима, због чега је неукусно. Главне претње по опстанак су им губитак станишта и повећано интензивирање пољопривредне производње.

## Родови и врсте
- Род Anhima
  - Рогати вриштавац
- Род Chauna
  - Јужни вриштавац
  - Северни вриштавац